# 谷周平
谷 周平（たに しゅうへい、嘉永元年5月20日（1848年6月20日） - 明治34年（1901年）12月2日）は、新選組隊士。近藤勇の養子。別名を近藤周平、播田昌武、谷千三郎など。諱は正武、昌武。同じく新選組隊士である谷三十郎と谷万太郎は実兄。

## 来歴
備中松山藩士（旗奉行、120石・役料20石）・谷三治郎供行の三男として備中松山に生まれる。文久3年（1863年）年末から翌年春頃に、兄と共に新選組に加盟した後、近藤勇の養子となって近藤周平を称する。池田屋事件には養父勇に従って参加し、事件後、報奨金15両を拝領する。兄三十郎の死後、養子縁組を解消して谷姓に復する。のち、諸士取調役を務め、慶応3年（1866年）の幕臣取り立て時には、見廻組並（40俵）を拝命している。
鳥羽・伏見の戦いの敗走の後、新選組は大坂城に撤退して海路江戸へ戻るが、周平は江戸にて脱走したと伝わる。
維新後は故郷へ戻り、縁者によって再興された谷家を頼っている。明治5年（1872年）4月頃には大阪府警察巡査となり、谷千三郎（昌武）と称するが、翌年には辞職している。明治10年（1877年）、神戸で10歳年長の裁縫師匠・播田ツルと同居しており、明治13年（1880年）に同女と結婚（婿入り）して播田姓を名乗る。しかし、明治20年（1887年）12月29日に離婚。このとき周平はツルに金を騙し取られたという。以後は、山陽鉄道神戸事務所の下級職員として生計を立てた。
1901年、現在の神戸市中央区元町通にて病死。享年54。墓所は、大阪市北区の本傳寺。

## 備考
- 近藤勇との縁組解消の理由も定かではないが、周平が酒色に溺れるようになったため、池田屋事件の際に失態があったため、近藤に実子が生まれたため等の諸説がある。
- 慶応4年（1868年）、周平は一人の女性を連れて近藤の妻つねを訪問している。つねは甥勇五郎に対し、「周平さんも女のためにあんな事になった」と語っていることから、酒色に溺れて身を持ち崩したと解されている。
- 明治10年（1877年）、播田ツルと同居する際、周平には既に正栄という2歳の娘がいた。なお、離婚後もツルが正栄の面倒を見続けている。
- 諱は「正武」とも「昌武」ともつたわるが、除籍簿には「正武」と記されている。
- 周平ら谷兄弟は、プロレタリア作家・里村欣三の外祖父にあたる。「母方の祖父は兄弟共に脱藩して新選組に加はり、時代の流れに抗して勤王黨を斬つて斬りまくつた反動の壮士であつた」などと記載している。ただし、里村の父が三治郎の養子として谷家を再興したため、周平らとの血縁はない。
- 烈火翁「近世雑話」によれば、周平の身体は古傷だらけだったと伝わる（周平全身古疵あり。人いぶかりしと。）。
- 屯所であった壬生の旧前川邸に、近藤勇が落書きしたと伝わる雨戸が残されている。「会津 新選組隊長 近藤勇」「勤勉 努力 活動 発展」と墨書されているが、一説には、周平が落書きしたものとする説がある。
- 司馬遼太郎の『新選組血風録』（およびその最初のテレビドラマ版）では、三十郎の弟ではなく、息子と描写されている。また、小説・ドラマとも、次兄の万太郎は登場しない。また、小説では周平は備中松山藩板倉家のご落胤との噂があったとされている。